# بلومستنویه
بلومستنویه (انگلیسی: Belomestnoye) یک شهرک در بخش بلگورودسکی استان بلگورود کشور روسیه است.